# Madre Celestial (mormonismo)
Según el mormonismo, la Madre Celestial o Madre en los Cielos es la madre de los espíritus humanos y la esposa de Dios. Esta doctrina se remonta a Joseph Smith, fundador del Movimiento de los Santos de los Últimos Días, y se hizo más difundida luego de la crisis de sucesión del movimiento tras la muerte de Smith en 1844.
La creencia en una Madre Celestial es enseñada principalmente por La Iglesia de Jesucristo de los Santos de los Últimos Días y por otras organizaciones mormonas fundamentalistas.[cita requerida] Esta doctrina no es reconocida por otras denominaciones del mormonismo, como es el caso de la Comunidad de Cristo, donde el trinitarismo es predominante.
En La Iglesia de Jesucristo de los Santos de los Últimos Días es mencionada en uno de sus himnos. También es brevemente comentada en los manuales de enseñanza de la Iglesia y en algunos sermones. La Madre Celestial no es objeto de oración para los miembros ya que esta práctica no es aceptada oficialmente.[cita requerida]

## Exégesis doctrinal de la Madre Celestial
Los fundamentos teológicos de la creencia en la Madre Celestial se le atribuyen a Joseph Smith, fundador del Movimiento de los Santos de los Últimos Días, quien poco antes de su muerte en 1844 esbozó una controvertida visión de Dios, la que difería radicalmente del consenso cristiano tradicional. La teología que describió Joseph Smith incluye la creencia de que Dios va a compartir su gloria con sus hijos, y que los humanos pueden convertirse en seres exaltados, dioses y diosas, en el Más Allá.
Aunque no hay evidencia clara de que Joseph Smith enseñara públicamente sobre la Madre Celestial, varios de sus contemporáneos le atribuyeron esta doctrina, ya sea directamente o como consecuencia de su postura teológica. Una nota editorial de History of the Church 5:254, presumiblemente cita a Joseph Smith diciendo: «Venid a mí, he aquí los misterios que el hombre no ha visto, he aquí nuestro Padre en el cielo y la Madre, la Reina». Además, un reporte de segunda mano declaró que en 1839 Joseph Smith le había dicho a Zina Diantha Huntington, una de las esposas plurales de Smith, luego de la muerte de su madre, que «no sólo iba a reconocer a su madre de nuevo al otro lado, sino que aparte de eso, usted se reunirá y familiarizará con su eterna Madre, la esposa de su Padre en el cielo».
Adicionalmente, miembros del Quórum Ungido, una organización espiritual muy selecta que estaba al tanto de las enseñanzas de Joseph Smith en los inicios de la Iglesia, también reconocía la existencia de una Madre Celestial. Por lo demás, Times and Seasons publicó una carta al editor de una persona apodada «El Ave Manchada de José», en la que el autor declaraba que en la vida pre-terrenal el espíritu «era un niño con su padre y su madre en el cielo».
En 1845, tras el asesinato de Joseph Smith, la poetisa Eliza R. Snow publicó un poema titulado Mi Padre en el Cielo (más tarde titulado Invocación, o los Eternos Padre y Madre; ahora se utiliza como la letra del popular himno de La Iglesia de Jesucristo de los Santos de los Últimos Días Oh mi Padre), el cual reconoce la existencia de una Madre Celestial. Un fragmento de este himno se reproduce aquí:

¿Hay en los cielos padres solos?
Clara la verdad está;
la verdad eterna muestra:
madre hay también allá.

Algunos de los primeros mormones consideraban a Eliza R. Snow una profetisa (aunque no lo era). Más tarde, sin embargo, el presidente de la Iglesia Joseph F. Smith (sobrino de Joseph Smith) explicó su propia postura al respecto: que «Dios le reveló a Joseph Smith el principio de que tenemos una madre y un padre en el cielo; Joseph Smith se lo reveló a Eliza Snow Smith, su esposa, y Eliza Snow se inspiró, al ser poetisa, para presentarlo en verso».
La doctrina también se atribuye a varios otros de los primeros líderes de la Iglesia. De acuerdo con un sermón de Brigham Young, Joseph Smith dijo una vez: «no adoraría a un Dios que no tuviera un padre, y no sé que haría Él si no tuviera una madre; la ausencia de lo primero sería tan absurdo como la ausencia de lo otro».
Esta doctrina, la de que hay una Madre en los cielos, fue en una ocasión afirmada con claridad por la Primera Presidencia de la Iglesia cuando, al hablar de la preexistencia y el origen del hombre, dijeron: «el hombre, como espíritu, fue engendrado por "padres celestiales", nació de ellos y se crio hasta la madurez en las mansiones eternas del Padre»; el hombre es «simiente de paternidad celestial», y «todos los hombres y mujeres son a semejanza de un Padre y una Madre Universal, y son literalmente hijos e hijas de la Deidad».

### Sustentamiento de la doctrina
Según La Iglesia de Jesucristo de los Santos de los Últimos Días, la creencia en esta doctrina descansa en la confianza de que fue revelada a un profeta de Dios y como tal, se suma al conjunto de creencias sostenidas por quienes aceptan este punto. Sin embargo, también se esgrimen ciertos razonamientos para justificar tal postura, revolucionaria para la teología de la época. Bruce R. McConkie, teólogo mormón, señala lo siguiente:

En la verdad cristiana de que todos los hombres son hijos espirituales de un Padre Eterno, esta implícita la verdad, comúnmente no mencionada, de que son también hijos de una Madre Eterna. Un Varón de Santidad exaltado y glorificado (Moisés 6:57) no podría ser Padre a menos que una Mujer de igual gloria, perfección y santidad lo acompañara como Madre. El engendrar hijos convierte al hombre en padre y a la mujer en madre, no importa si hablamos del hombre en su estado mortal o inmortal.
Bruce R. McConkie

## Oración y culto a la Madre Celestial
Orson Pratt, uno de los primeros apóstoles de La Iglesia de Jesucristo de los Santos de los Últimos Días, se opuso a adorar a la Madre Celestial, declaraciones doctrinales de Pratt que figuraban en The Seer.
Algunos «mormones feministas», grupo no oficial de La Iglesia de Jesucristo de los Santos de los Últimos Días, han adoptado la práctica de orar a la Madre Celestial; sin embargo, el fallecido presidente de la Iglesia Gordon B. Hinckley se opuso a esta práctica. Una profesora feminista fue despedida de la Universidad Brigham Young en 1993, y una de las razones fue su apoyo público a orar a la Madre Celestial.